# 내실 사모님
"내실 사모님"은 1971년 공개된 대한민국의 영화이다.

## 배역
- 신영균
- 문희